# Ткаченко, Леонид Иванович
Леони́д Ива́нович Ткаче́нко (1 октября 1953, Старый Крым, Крымская область — 4 января 2024, Калининград) — советский футболист, выступавший на позиции полузащитника, позже советский, украинский и российский футбольный тренер. Мастер спорта СССР (1980). Заслуженный тренер Украинской ССР (1989). Как игрок известен по выступлениям за харьковский «Металлист» и житомирский «Автомобилист» (ныне «Полесье»).
Главным клубом в тренерской карьере Ткаченко является калининградская «Балтика», которая в сезоне 1995 года под его руководством выиграла Первую лигу, а сезон спустя добилась наивысшего результата в своей истории — 7-е место в высшей лиге. Также работал в клубе в качестве президента и спортивного директора. В общей сложности отработал в «Балтике» восемь сезонов (с 1995 по 2010 гг. с перерывами). В 2022 году вернулся в клуб и вошёл в тренерский штаб Сергея Игнашевича.
В разное время работал в «Металлисте», «Темпе», «Соколе», «Анжи», петербургском «Динамо», «Петротресте», «Севере», тверской «Волге» и сборной Украины. Профессиональную тренерскую карьеру завершил, потому что устал видеть некомпетентных руководителей футбольных клубов. Создал в Калининграде детский футбольный клуб ЛИТ (от Леонид Иванович Ткаченко).

## Игровая карьера

### «Балтика», «Машиностроитель» и «Восток»
Переехал в Калининград в 1967 году вместе с родителями. Спустя год начал заниматься футболом, первым тренером был Арнольд Фёдорович Ерёменко. В 1971 году попал в состав «Балтики», однако тренеры не оценили талант молодого футболиста, и за основную команду Ткаченко так и не сыграл. Выступал за областную команду «Машиностроитель» в 1971—1972 годах. Во время службы в армии в 1973 году играл за команду прибалтийского военного округа «Восток».

### «Автомобилист»
Во время первенства Вооружённых сил СССР в 1973 году был замечен тренерами житомирского «Автомобилиста», выступавшего во Второй лиге. Начал выступать за клуб с сезона 1975 года. В том году «Автомобилист» занял второе место в своей зоне и мог получить право выступать в Первой лиге, однако вылетел в полуфинале переходного турнира. Ткаченко был одним из лидеров той команды: за 29 матчей полузащитник забил 7 мячей. Следующие два сезона «Автомобилист» провёл неважно. В 1976 году команда заняла 6-е место в своей зоне, а в 1977 году — восьмое. Однако это не мешало Ткаченко быть одним из лучших игроков в команде (в общей сложности за два сезона провёл 73 матча, в которых забил 9 мячей). Всего за «Автомобилист» Ткаченко отыграл более 100 матчей.

### «Металлист» Харьков
В 1978 году получил предложение перейти в харьковский «Металлист». В этом же году в составе команды выиграл зональный турнир Второй лиги и по итогам сезона во 2-й зоне клуб получил право выступать в Первой лиге. В «Металлисте» Ткаченко сразу стал звездой команды и любимцем болельщиков, спустя некоторое время получил капитанскую повязку. В сезоне 1981 года «Металлист» выиграл Первую лигу и получил право выступать в Высшей лиге. В 1983 году «Металлист» дошёл до финала кубка СССР, в котором уступил «Шахтёру» (0:1). Последний матч за «Металлист» провёл 23 октября 1983 года против тбилисского «Динамо» (0:0). Завершил карьеру из-за серьёзного конфликта, произошедшего в команде в конце 1983 года. Всего за клуб из Харькова Леонид Ткаченко провёл 220 матчей, в которых забил 23 мяча.

## Тренерская карьера

### «Металлист» Харьков
Несмотря на конфликт в команде, произошедший в конце 1983 года, получил предложение от Евгения Лемешко войти в тренерский штаб команды. 1 мая 1984 года был назначен помощником главного тренера. 1 января 1987 года перешёл в административный штаб «Металлиста», став начальником команды. 1 января 1989 года сменил Евгения Лемешко на посту главного тренера. Первый матч в новой должности провёл 11 марта 1989 года против «Днепра» (0:2). В первом сезоне под руководством Ткаченко «Металлист» финишировал на седьмом месте. В следующем команда заняла 11-е место, а спустя год — 15. Однако результаты сезона 1991 года не имели значения. Из-за распада СССР в следующем сезоне «Металлист» должен был выступать в Высшей лиге Украины. В сезоне 1992/93 Ткаченко остался у руля команды. 31 мая 1992 года «Металлист» вышел в финал первого розыгрыша кубка Украины, где уступил «Черноморцу» (0:1). Из-за финансовых проблем завода имени Малышева, на базе которого был основан «Металлист», клуб продали бизнесмену Дмитрию Дрозднику, с которым у Ткаченко возникли разногласия. 20 февраля 1993 года Леонид Ткаченко был отправлен в отставку.

### Сборная Украины
В начале 1992 года стал помощником Виктора Прокопенко в сборной Украины. 26 октября 1992 года был назначен временно исполняющим обязанности главного тренера, работая в тандеме с Николаем Павловым. Под их руководством сборная провела один товарищеский матч против Беларуси (1:1). Уже 28 октября тренеры вернулись к прежним обязанностям. 31 декабря 1992 года покинул национальную команду.

### «Темп» Шепетовка
Изначально Ткаченко должен был возглавить иракский клуб «Фулад», однако перед самым вылетом в Багдад президент шепетовского «Темпа» Джумбер Нишнианидзе предложил Ткаченко стать главным тренером. 1 мая 1993 года официально возглавил команду. Сезон 1993/94 «Темп» закончил на 9-м месте, показывая нестабильные результаты, при этом обыграв «Днепр», «Шахтер» и сыграв вничью в Киеве с «Динамо». В следующем сезоне команда одержала всего 3 победы в первом круге, в связи с чем 30 ноября 1994 года Ткаченко был уволен. По итогам сезона «Темп» финишировал на 17-м месте и вылетел в Первую лигу.

### «Балтика»
1 января 1995 года, по приглашению Корнея Шперлинга, возглавил калининградскую «Балтику». Сезон 1995 года стал для команды знаковым. «Балтика» под руководством Леонида Ткаченко с большим отрывом от соперников выиграла Первую лигу и следующие три сезона провела в Высшей лиге. Сезон 1996 года стал лучшим в истории калининградского клуба — команда заняла седьмое место. 1 января 1997 года параллельно стал президентом команды. В сезоне 1997 года «Балтика» финишировала девятой. В следующем сезоне «Балтика» впервые в своей истории принимала участие в еврокубковых матчах, дойдя до 3-го раунда Кубка Интертото, однако в чемпионате дела шли неважно и по итогам сезона, заняв 15-е место команда покинула высший дивизион. 4 ноября 1998 года покинул тренерский штаб, а спустя месяц также ушёл с поста президента.

### «Сокол» и возвращение в «Металлист»
19 февраля 1999 года был назначен главным тренером саратовского «Сокола». Сезон 1999 года команда провела в статусе фаворита, большую часть сезона находясь в первой пятёрке. Однако в итоговой таблице «Сокол» занял 3-е место и не смог выйти в Высшую лигу. 12 ноября 1999 года Ткаченко покинул клуб.
1 июля 2000 года снова стал главным тренером «Металлиста». Возвращение в родную команду получилось неудачным. После первых 13 туров команда одержала всего 3 победы, а также очень крупно уступила «Шахтёру» (0:8). Из-за начавшейся смены правительства в Харьковской области, а также из-за невыполнения поставленных руководству требований по усилению состава попросил об отставке уже после первого круга.

### «Анжи» и возвращение в «Сокол»
3 ноября 2001 года возглавил «Анжи». Махачкалинский клуб под руководством Ткаченко уверенно начал сезон 2002, обыграв бронзового призёра «Зенит» (2:0). Однако из-за обилии ничьих и частых поражений после 12-го тура «Анжи» шёл на 14-м месте. 14 мая 2002 года, спустя день после разгромного поражения от «Крыльев Советов» (0:4), покинул команду. По итогам сезона «Анжи» занял 15-м месте и вылетел в Первую лигу.
17 мая 2002 года вновь возглавил саратовский «Сокол», шедший на тот момент на 16-м месте. Ткаченко за оставшуюся часть сезона не смог выправить положение и команда вылетела в Первую лигу. В том сезоне «Сокол» дошёл до 1/4 кубка России, где уступил московскому «Спартаку» (2:3). Несмотря на вылет, Ткаченко остался в команде, однако уже после второго тура сезона 2003 покинул клуб.

### Первое возращение в «Балтику» и «Динамо» Санкт-Петербург
4 января 2005 года состоялось первое возвращение Ткаченко в «Балтику». Клуб вылетел во Вторую лигу и главной задачей было вернуться в Первую лигу. За один сезон у команды получилось осуществить данную цель. «Балтика» выиграла первенство России среди команд Второго дивизиона в зоне «Запад» и по итогам сезона получила право выступать в Первом дивизионе. В следующих двух сезонах «балтийцы» занимают 14-е и 15-е место. 30 декабря 2006 года Ткаченко покинул команду.
24 июля 2007 года стал главным тренером петербургского «Динамо» сменив на этом посту Сергея Дмитриева. В сезоне 2007 команда заняла 3-е место. Следующий сезон команда начала неудачно, одержав всего одну победу в первых 5 матчах, из-за чего Ткаченко был отправлен в отставку.

### Второе возращение в «Балтику»
8 июня 2009 года вновь возглавил «Балтику» после отставки Зураба Саная, заключив контракт до конца сезона. Под руководством Ткаченко калининградский клуб финишировал на 9-м месте. 16 марта 2010 года прямо перед стартом сезона покинул пост главного тренера и перешёл на должность спортивного директора. 5 июня 2010 года Иван Лях был отправлен в отставку и Ткаченко вновь стал главным тренером. 8 июля оставил пост спортивного директора и сосредоточился на тренерской работе. Сезон 2010 «Балтика» закончила в шаге от зоны вылета — на 15-м месте. 27 декабря появилась информация о возможной отставке Ткаченко, а 31 декабря официально покинул команду.

### «Петротрест», «Север» и «Волга» Тверь
24 января 2011 года был назначен главным тренером «Петротреста». В сезоне 2011/12 клуб стал победителем зоны «Запад» Второго дивизиона и вышел в ФНЛ. Следующий сезон не доработал до конца. Из-за неудовлетворительных результатов после 25 тура подал в отставку. 5 сентября 2013 года возглавил мурманский «Север». По итогам сезона 2013/14 «Север» финишировал седьмым. 6 июня 2014 года у всех участников клуба закончились контракты, из-за больших финансовых проблем клуб отказался участвовать в следующим сезоне и был расформирован. 19 июня 2014 года стал главным тренером тверской «Волги». Из-за плохих результатов в сезоне 2014/15 контракт был расторгнут по обоюдному согласию сторон.

### Третье возращение в «Балтику»
17 января 2019 года стал тренером-консультантом молодёжной команды «Балтики» — участницы областного чемпионата. 8 июня 2022 года в третий раз вернулся в калининградскую «Балтику», войдя в тренерский штаб Сергея Игнашевича.
Скончался 4 января 2024 года на 71-м году жизни. Будет похоронен на Старом кладбище Калининграда.

## Достижения

### В качестве игрока
«Металлист»
- Победитель Второй лиги СССР: 1978
- Победитель Первой лиги СССР: 1981
- Финалист Кубка СССР: 1983

### В качестве тренера
«Металлист»
- Финалист Кубка Украины: 1992

«Темп»
- Победитель Первой лиги Украины: 1992/93

«Балтика»
- Победитель Первого дивизиона России: 1995
- Победитель Второго дивизиона России: 2005

«Петротрест»
- Победитель зоны «Запад» Второго дивизиона России: 2011/12